# Incrustatus
Incrustatus is een geslacht van koralen uit de familie van de Clavulariidae.

## Soorten
- Incrustatus comauensis van Ofwegen, Häussermann & Försterra, 2007
- Incrustatus niarchosi McFadden & van Ofwegen, 2013